# Lusarat
Lusarat là một đô thị thuộc tỉnh Ararat, Armenia. Dân số ước tính năm 2011 là 2802 người.